# 笹木綾子
笹木綾子（日语：／ Sasaki Ayako，1961年5月1日—），日本女演員、配音員、旁白、舞蹈教練。青二Production所屬。金光郁子&Ballet Caravan所屬。出身於大阪府。身高164cm。A型血。
配音代表作是戀愛遊戲《純愛手札》（清川望）。
目前，她也擔任爵士舞教練，並且是日本爵士舞藝術協會的常任理事。作為選手，她也曾在日本爵士舞蹈藝術協會全國比賽中獲得大獎。

## 經歷、人物
據本人透露，原本的目標是加入寶塚歌劇團，並從事演藝事業。此前，她曾隸屬於野澤那智領導的劇團薔薇座。在野澤邀請的劇團薔薇座解散後，受到曾作為嘉賓表演的舞者杉本亞利砂的邀請，加入了金光郁子舞蹈學園。她很快就聲名鵲起，並成為金光郁子所說的「我們的高層」的核心舞者之一。如前所述，她也是日本爵士舞蹈藝術協會的常任理事。
由於她以進入寶塚為目標，其專長是踢踏舞和爵士舞，並且還擁有芭蕾舞的經驗。她也曾在《純愛手札》和《半熟英雄》相關的CD中演唱，但這顯然是音樂劇出身的人的演唱風格。
近年來，她主要作為芭蕾舞教練活躍，但仍繼續從事配音工作，包括在史克威爾艾尼克斯的《半熟英雄》擔任旁白和飾演主角。或許是因為擔任配音員的緣故，她經常負責金光郁子&Ballet Caravan的舞台公告。儘管大幕拉開後就必須立即出場，但當她負責現場廣播而不是錄音時，有時會在廣播結束後就衝上台。
在《純愛手札》裡，她飾演「清川望」一角，但在接受《純愛手札超級收藏》一書的訪問時，她表示自己真正想演的角色是「古式由加利」。

## 演出
粗體字表示主要角色。

### 電視動畫
1984年
- 魯邦三世 PARTIII（日语：ルパン三世 PARTIII）

1990年
- 奇天烈大百科（女B）

1991年
- 裝甲拯救隊

### OVA
- 純愛手札（清川望）

### 遊戲
- 純愛手札系列（清川望）
- 屠龍劍 英雄傳說II（亞特拉斯）[注 1]
- 絕命保鑣（艾奇朵娜）
- 半熟英雄對3D（日语：半熟英雄）（卡特莉·伊尼）
- 半熟英雄4 ～7位半熟英雄～（日语：半熟英雄）（卡特莉·伊尼）
- 露茵 神之遺產（蘇莉亞）

### 外語配音

#### 電視影集
- 虎膽特攻隊（英语：Acapulco H.E.A.T.）（凱瑟琳·“貓”·艾弗里·帕斯卡〈艾莉森·阿米塔格（英语：Alison Armitage）〉）

### 廣播節目
- 文化放送『Happy Friends』（托皮卡）

### CD
- 英雄傳說 空之軌跡 廣播劇CD（艾莉西亞女王）
  - ～噬身之蛇報告書～
  - 奧利維爾物語 ～未完成的敘事詩～
- CD廣播劇 純愛手札系列（清川望）
- 月刊純愛手札（清川望）

### 真人、舞台
- 跳舞吧！艦隊的淑女們（音樂劇）
- KING OF HEARTS（音樂劇）
- Sweet Charity（音樂劇）
- 櫻蘭（民音音樂劇）
- 音樂劇 飛吧！京濱吸血鬼（日语：飛べ!京浜ドラキュラ）（1982年12月，蘋果劇院，81 Produce提攜公演）

## 腳註

## 外部連結
- 笹木綾子｜青二Production （日語）
- 木綾子 （页面存档备份，存于） （日語）—Talent Date Bank
- 木綾子 （页面存档备份，存于） （日語）—日本藝人名鑑（日语：日本タレント名鑑）
- （日語）—WEB THE TELEVISION（日语：ザテレビジョン）
- 木綾子 （日語）—oricon
- 木綾子 （页面存档备份，存于） （日語）—allcinema（日语：allcinema）